# エピック (音楽)
エピック (Epic) は、アメリカで1990年代に生まれた音楽のジャンルのひとつ。主にDJなどがクラブなどで扱うようなハウスミュージックから派生した音楽ジャンルに「エピックトランス」といったジャンルも存在するが、どちらも壮大・荘厳といった曲の特徴を由来にこう呼称されるものの、別のジャンルとして区別される。
エピック音楽は一般販売されることが少なく、主に映画の予告編などでのバックで使われるだけなのであまり知られていない。作中で使用されるサウンドトラックと似ているが区別される。

## エピックの特徴
大抵の音楽とは違って、あまりCDになって発売されることはなく、これが原因でエピックそのものの知名度も低い。
壮大さ・荘厳さを表現する目的で、映画の予告編などで使用される。
映画会社(又は予告編制作会社)などがライセンスを購入するのが一般的。

## エピックの音楽史
1980年代まで映画の予告編では、主にその映画で使われているテーマやサウンドトラックを流す宣伝方法が主流だったが、1990年代頃にエピックを作曲するアーティストが出てきたため、今日の映画予告編では今まで通り、その映画のテーマやサウンドトラックと、エピックとを併用することが多い。

## 近年のエピック
もともと映画の予告編は、映画のコマーシャルとして制作されるものであり、劇場公開前やテレビCMなどで放映された後に映画が公開してしまえば価値を失くす、言ってみれば「使い捨て」のものだった。しかし近年インターネットが普及したことにより、手軽に多くの人々に視聴される機会が増えていき、映画の本編ではなく予告編を鑑賞することを趣味とするマニアなども増えたことにより、DVD制作時にも本編の特典として収録されるようになるなど、予告編はひとつの「作品」としてのポジションが確立してきた。
それに併せて、予告編のバックで流れるエピック音楽も徐々に知名度を上げ、一般人による需要も高まってくる。この状況を踏まえ、映画会社とのライセンス契約としての売買契約だけでなく、近年ではCD化して一般販売をするエピック音楽や、iTunesなどによってインターネットでのダウンロード限定で販売をするケースなどが増えてきている。

## 主なアーティスト
- Two Steps from Hell
- Audiomachine
- Really Slow Motion
- Zack Hemsey (英語版)
- Hidden Citizens
- Epic Soul Factory
- E.S. Posthumus
- Jo Blankenburg (英語版)
- Immediate Music
- Epic Score
- Future World Music
- Trailerhead
- James Dooley (英語版)
- Globus
- Les Friction (英語版)
- Extreme Music (英語版)
- Position Music
- John Dreamer
- KPM Music (英語版)
- Brand X Music
- City of the Fallen
- Ninja Tracks
- End of Silence
- Colossal Trailer Music
- Epic North
- X-Ray Dog
- Hi-Finesse